# Laura Frenchkiss
Laura García Soroa (Bilbao, 23 de desembre de 1955 - Torremolinos, 24 d'octubre de 2021), més coneguda com a Laura Frenchkiss, va ser una actriu, vedet, prostituta i activista pels drets LGBT espanyola, coneguda pel seu paper com a Rocío en la sèrie d'Atresmedia Veneno.

## Vida i carrera
Laura va néixer el 23 de desembre de 1955 a Bilbao, i va ser abandonada en un orfenat poc temps després del seu naixement.
A 4 anys va ser adoptada per un matrimoni valencià, que la van dur a estudiar en un internat de La Salle. Després de la mort del seu pare adoptiu, va ser abandonada de nou, perquè la seva mare no podia fer-se'n càrrec a causa d'una depressió i d'atacs d'epilèpsia. Després d'expressar la seva identitat de gènere i el seu desig de ser una dona va ser ingressada en un centre psiquiàtric fins als 18 anys.
Una vegada ja en la seva vida adulta va aconseguir obtenir un títol de perruqueria i trobar una parella, si bé tots dos van rebre una pallissa mentre feien autoestop en el seu intent de mudar-se a Barcelona.
A l'edat de 20 anys va començar a exercir com a prostituta i actuar com vedet en locals com la Model, on va ser detinguda i posteriorment empresonada durant dues ocasions en aplicació de la Ley de vagos y maleantes, que va estar vigent fins a 1978.
Temps després, la Laura va ser una de les primeres persones a sotmetre's a una cirurgia de reassignació de sexe a Espanya, i va invertir 1.600.000 pessetes en el seu canvi de DNI.
Laura va demanar asil polític a França, on va viure un temps fins a la seva tornada a Espanya. En aquells dies va tornar a treballar com a prostituta, aquesta vegada en el polígon Guadalhorce, a Torremolinos, fins que va conèixer a Antonio Pozo, encarregat de la discoteca Parthenon, qui la va oferir un treball com a relacions públiques de la discoteca.
El 2020 va interpretar Rocío en la sèrie d'Atresmedia Veneno, basada en les memòries de la prostituta i vedet Cristina Ortiz «La Veneno», amb qui la mateixa Frenchkiss va treballar en la prostitució al Parque del Oeste anys enrere.
L'octubre de 2021 va morir a 66 anys d'un infart en ple carrer a Torremolinos, mentre tornava a casa després d'haver treballat en la discoteca Parthenon, com feia regularment.

## Reconeixements
Després de la seva mort, la Laura va rebre un homenatge a la ciutat de Torremolinos, concretament a la plaça dedicada al col·lectiu trans, propera a la plaça de l'ajuntament. L'acte va comptar amb l'assistència de familiars i amistats de la Laura, així com de la regidora d'Igualtat Carmen García, i dels edils Nicolás de Miguel i Lucía Cuín.
Entre les celebritats que van lamentar públicament la seva defunció es van trobar els directors Javier Calvo i Javier Ambrossi, així com l'actriu i companya de rodatge Daniela Santiago.